# David R. Segal

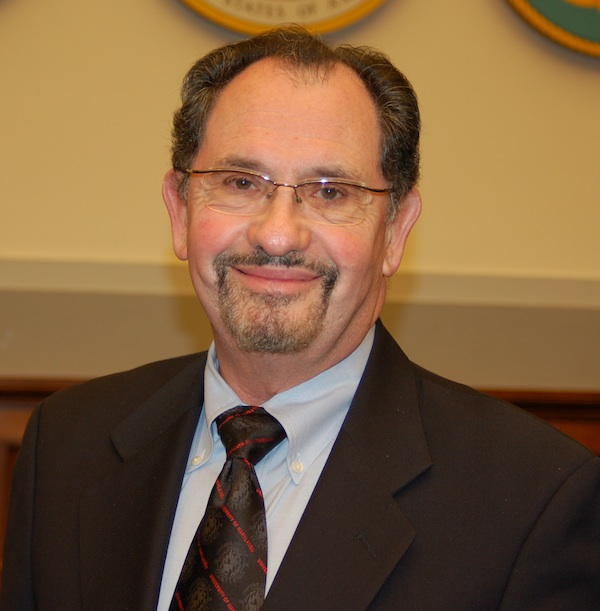
David R. Segal (2008)

David R. Segal (* 1941) ist ein US-amerikanischer Militärsoziologe. Er ist Professor für Soziologie an der University of Maryland, College Park.

## Leben
Segal studierte Soziologie an der Binghamton University (B.A. 1962) in New York und der University of Chicago (M.A. 1963, Ph.D. 1967) in Illinois.
Von 1966 bis 1975 war er Assistant bzw. Associate Professor an der University of Michigan in Ann Arbor. 1972/73 leitete er das dortige Center for Research on Social Organization. Von 1973 bis 1975 war er Leiter der Social Processes Technical Area am U.S. Army Research Institute for the Behavioral and Social Sciences. Seit 1976 ist er Professor für Soziologie an der University of Maryland.
1976 war er Chairman der Working Group on Human Resource Management der Military Operations Research Society. Seit 1986 gehört er dem Board of Directors des Israeli Institute for Military Studies an. 1991/92 war er Chair der Section on Peace and War der American Sociological Association und 1994/95 Präsident der District of Columbia Sociological Society. Von 1994 bis 1998 war er Präsident des Research Committee on Armed Forces and Conflict Resolution der International Sociological Association und von 1995 bis 2003 des Inter-University Seminar on Armed Forces and Society in Chicago.

## Auszeichnungen
Nachfolgend eine Auswahl von Auszeichnungen:
- 1989: Outstanding Civilian Service Award, Department of the Army
- 1991: Doctor of Humane Letters (hon.), Towson University
- 2000: Outstanding Civilian Service Award, Department of the Army
- 2007: Morris Janowitz Career Achievement Award, Inter-University Seminar on Armed Forces and Society
- 2008: Award for Public Understanding of Sociology, American Sociological Association

## Schriften (Auswahl)
- mit Nancy L. Goldman (Hrsg.): The Social Psychology of Military Service. Sage Publications, Beverly Hills 1976, ISBN 0-8039-0599-8.
- mit Jerald G. Bachman, John D. Blair: The All-Volunteer Force: A Study of Ideology in the Military. University of Michigan Press, Ann Arbor 1977, ISBN 0-472-08095-4.
- mit H. W. Sinaiko (Hrsg.): Life in the Rank and File. Enlisted Men and Women in the Armed Forces of the United States, Australia, Canada, and the United Kingdom. Pergamon, New York 1986, ISBN 0-08-032387-1.
- Recruiting for Uncle Sam. Citizenship and Military Manpower Policy (= Modern War Series). University Press of Kansas, Lawrence 1989, ISBN 0-7006-0549-5.
- mit Mady Wechsler Segal: Peacekeepers and their Wives. American Participation in the Multinational Force and Observers Contributions in Military Studies. Greenwood Press, Westport 1993, ISBN 0-313-27484-3.
- mit Charles C. Moskos, John Allen Williams (Hrsg.): The Postmodern Military. Armed Forces after the Cold War. Oxford University Press, New York 2000, ISBN 0-19-513329-3.
- mit James Burk (Hrsg.): Military Sociology (= SAGE Library of Military and Strategic Studies). 4 Bände, Sage, London 2012, ISBN 978-0-85702-779-5.